# Kněžice (zámek, okres Klatovy)
Kněžice je bývalý zámek ve stejnojmenné vsi, části obce Petrovice u Sušice v okrese Klatovy. Nachází se v severní části obce. V parkové zahradě severně od zámku roste Kněžický klen, památný strom č. 102432 dle AOPK.

## Historie
Ves Kněžice existovala jako součást velhartického panství už od středověku. V 90. letech 16. století byla založena tvrz, která byla v první polovině 18. století přestavěna na barokní zámek s valbovou střechou.

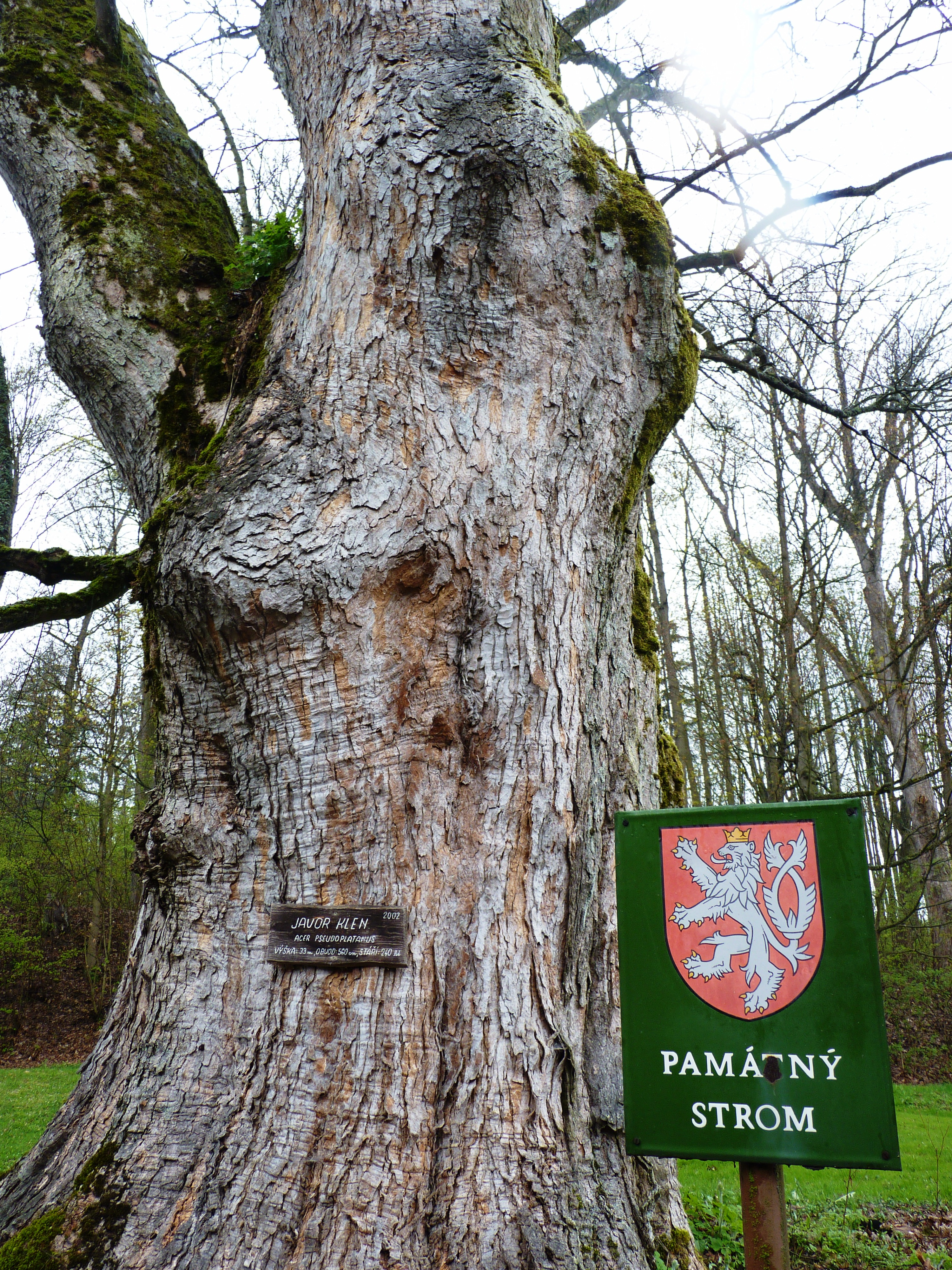
Kněžický klen

Během 600 let se kněžickými vlastníky postupně stalo jedenáct šlechtických rodů včetně českých Hubatiusů (Hubáčků), rytířů z Kotnova. Na počátku 20. století panství obhospodařovávalo celkovou výměru 1 071 hektarů, během dalšího desetiletí byl zámek i jeho hospodářské budovy významně upraven podle projektu slezského architekta Leopolda Bauera z roku 1906, který byl zpracován na objednávku Oskara Heintschela von Heinegg. Z přilehlé vsi Vojetice byl do objektu přiveden elektrický proud. Kvůli zadlužení následujících majitelů byly pozemky panství od roku 1929 parcelovány a rozprodávány zemědělcům i průmyslovým podnikům. Po roce 1945 byl zámek zestátněn a obci Petrovice se jej už nikdy nepovedlo získat do svého vlastnictví. Od roku 1955 do roku 2002 byl objekt využíván jako domov důchodců, a v roce 2003 došlo k prodeji zámku zahraniční společnosti, která jej přestavěla na restauraci a hotel, jejž otevřela v roce 2004.

## Zajímavosti
- na zámku se narodil Hanns Georg Heintschel-Heinegg (1919 - 1944), rakouský básník a účastník protinacistického hnutí Österreichische Freiheitsbewegung.[5]
- na zámku se natáčel 6. a 7. díl druhé řady televizního pořadu Ano, šéfe! Rok po natáčení byl hotel s restaurací uzavřen a později byl celý objekt nabídnut k prodeji.